# Senćanski put
Senćanski put je ulice v Subotici, městě na severu Srbska. Svůj název má podle města Senta. 
Jedná se o ulici, která vznikla z původní silnice vedoucí k uvedenému okresnímu městu. Na mapách druhého vojenského mapování z poloviny 19. století byla vyznačena i lokalita Zentai kapu (Sentská brána). Za druhé světové války zde došlo k masakrům.
Ulice je poměrně dlouhá a spojuje Náměstí Lazara Nešiće s dálnicí A1 na jihovýchodním okraji města. Jedná se o rušnou dopravní komunikaci.
Nachází se zde Autobusové nádraží Subotica, dále poliklinika (srbsky Dom Zdravlja), továrna společnosti Pionir a ulice obchází také jižní stranu Palićského jezera.